# Lotus T127
T127 foi o modelo de carro de corrida da equipe Lotus Racing para a temporada 2010 de Fórmula 1. Foi pilotado por Jarno Trulli e Heikki Kovalainen o carro marcava o retorno da equipe a Fórmula 1 que não disputava desde 1994.
O modelo foi apresentado no dia 12 de fevereiro de 2010 em Londres.

## Desempenho
Em 1 de março de 2010, após os testes coletivos da pré-temporada, o finlandês Heikki Kovalainen revelou que o modelo T127 teria problemas aerodinâmicos.